# Unversöhnliche Erinnerungen
Unversöhnliche Erinnerungen ist ein deutscher Dokumentarfilm des Regisseurs Klaus Volkenborn, produziert zusammen mit dem Kameramann Johann Feindt und dem Autor Karl Siebig. Es war ihr zweiter Film nach einem Porträt über Ernst Busch von 1978 mit dem Titel Vergeßt nie, wie es begann. Er lief 1979 erstmals im Fernsehen und erhielt den Preis der deutschen Filmkritik in der Kategorie „Bester Dokumentarfilm“.

## Handlung
In dem Film werden ohne Kommentierungen im Jahre 1978 zwei Teilnehmer am Spanischen Bürgerkrieg in den Jahren von 1936 bis 1939 interviewt. Ludwig Stillger ist Kommunist und Maurer und kämpfte aufseiten der Republik Spanien in den internationalen Brigaden. Henning Strümpell ist Brigadegeneral der Luftwaffe der Bundeswehr im Ruhestand und nahm als Oberleutnant der Luftwaffe der Wehrmacht aufseiten des faschistischen Regimes des Generals Franco an den Kämpfen teil. Beide hatten sich freiwillig gemeldet und äußern sich hier zu ihrer Motivation, an den Kämpfen teilzunehmen, die gegensätzlicher nicht sein könnte.

## Produktion und Hintergrund
Volkenborn, Feindt und Siebig waren bei der Produktion Absolventen der Berliner Filmakademie. Während Henning Strümpell in seiner Villa in einem Frankfurter Vorort interviewt wurde, sprach Ludwig Stillger in seiner Wohnung in einem Remscheider Arbeiterviertel.
Der Film wurde am 13. September 1979 im ZDF das erste Mal im deutschen Fernsehen gezeigt.

## Auszeichnungen
Der Film erhielt 1980 den Preis der deutschen Filmkritik in der Kategorie „Bester Dokumentarfilm“.